# La Trinidad (Nicarágua)
La Trinidad é um município da Nicarágua, situado no departamento de Estelí. Tem 270 km² de área e sua população em 2020 foi estimada em 23.044 habitantes.